# Флаг городского поселения Талдом
Флаг муниципального образования городское поселение Та́лдом Талдомского муниципального района Московской области Российской Федерации — опознавательно-правовой знак, служащий официальным символом муниципального образования.
Флаг был утверждён 4 июля 2006 года и внесён в Государственный геральдический регистр Российской Федерации с присвоением регистрационного номера 2615.
Законом Московской области от 28 мая 2018 года № 70/2018-ОЗ 8 июня 2018 года все муниципальные образования Талдомского муниципального района были преобразованы в Талдомский городской округ.

## Описание
«Флаг городского поселения Талдом представляет собой прямоугольное полотнище с отношением ширины к длине 2:3, из красной (в 2/3 ширины полотнища) и нижней зелёной (в 1/3 ширины полотнища) горизонтальных полос, несущих фигуры городского герба выполненные в жёлтом, белом, и чёрном цветах».
Геральдическое описание герба гласит: «В червлёном (красном) поле с зелёной оконечностью, обременённой серебряным выходящим журавлём с чёрными маховыми перьями на распростёртых крыльях и с золотым глазами и клювом, золотой пламенеющий меч сопровождённый по сторонам двумя сообращёнными сапожными молотами того же металла: справа — для женской обуви, слева — для мужской».

## Обоснование символики
Флаг составлен на основании герба городского поселения Талдом по правилам и соответствующим традициям вексиллологии и отражает исторические, географические и национальные традиции.
Талдом называют городом башмачников, поскольку с середины XIX века под влиянием соседнего села Кимры здесь широкое распространение получило производство обуви. Два золотых сапожных молотка символизируют искусство талдомских мастеров, славившихся производством не только мужской, но и женской обуви.
Золотой пламенеющий меч — атрибут Архангела Михаила указывает на покровителя города, которому посвящён старейший городской храм. Пламенеющий меч — традиционный символ духовного очищения, знания, света.
Красный цвет символизирует труд, жизнеутверждающую силу, мужество, праздник, красоту.
Жёлтый цвет (золото) означает богатство, стабильность, уважение, великодушие.
Изображение журавля во флаге городского поселения перекликается с гербом Талдомского района, подчёркивая общность истории, культуры, интересов жителей района и городского поселения, а также указывает на расположенный в окрестностях города заказник «Журавлиная родина». Это уникальное место европейской части России, где на весенне-осенних перелётах останавливаются для отдыха тысячи серых журавлей.
Зелёный цвет — символ здоровья, природы, жизненного роста.
Белый цвет (серебро) — символ чистоты, совершенства, мира и взаимопонимания.
Чёрный цвет — символ мудрости, скромности, вечности бытия.